# Artibije
Artibije (grč. Artybius) je bio perzijski vojni zapovjednik u službi Darija Velikog tijekom Jonskog ustanka. 

## Politički život
Neposredno nakon izbijanja pobune u Joniji, na otoku Cipru su se pobunila sva kraljevstva osim Amata, a vođa ciparske pobune bio je Onesil, brat kralja Gorga iz ciparske Salamine. Gorg nije želio pobunu pa ga je brat izolirao u gradu i proglasio se kraljem. Gorg je uspio pobjeći kod Perzijanaca, dok je istovremeno Onesil nagovarao ostale Ciprane (osim stanovnika Amata) na pobunu. Nakon toga krenuo je u opsadu Amata. Sljedeće godine (497. pr. Kr.) Onesil je i dalje držao Amat pod opsadom, no primio je obavjest kako su Perzijanci predvođeni Artibijem krenuli u pohod na Cipar. Onesil je tada poslao glasnike u Joniju i zatražio pojačanja, no Perzijanci su uz pomoć feničke flote već pristigli na Cipar. Jonjani su se odlučili na pomorsku bitku, te su porazili Feničane. Istovremeno, u bitci na kopnu Ciprani su u početku bili uspješni te su ubili Artibija, no nakon što su dvije ciparske jedinice prebjegle Perzijancima Ciprani su opkoljeni i poraženi, a poginuo je i sam Onesil. Time je pobuna na Cipru bila okončana, a Jonjani su otplovili kući.

## Poveznice
- Jonski ustanak

## Vanjske poveznice
- Jonski ustanak (enciklopedija Iranica, E. Badian)  Arhivirana inačica izvorne stranice od 1. lipnja 2009. (Wayback Machine)
- GreekTexts.com  Arhivirana inačica izvorne stranice od 19. lipnja 2006. (Wayback Machine)